# 日本の企業一覧 (ゴム製品)
日本の企業一覧(ゴム製品)（にほんのきぎょういちらん ごむせいひん）は、「証券コード協議会」が定める業種区分に基づき「ゴム製品」とされる日本の企業の一覧。

## ア行
- アキレス (化学工業)
- アサヒシューズ
- 朝日ラバー（東証スタンダード・5162）
- アトム (作業用手袋製造)
- オカモト（東証プライム・5122）

## カ行
- クリエートメディック
- 興亜化工
- 弘進ゴム

## サ行
- 相模ゴム工業（東証スタンダード・5194）
- 櫻護謨（東証スタンダード・5189）
- ショーワグローブ
- 昭和ホールディングス（東証スタンダード・5103）（旧昭和ゴム）
- 住友ゴム工業（東証プライム・5110）
- 住友理工（東証プライム・5191）

## タ行
- 第一ゴム
- 大日ゴム
- 大日防蝕化工
- 大洋技研工業
- 帝都ゴム（JASDAQ・5188）
- 東北ゴム
- TOYO TIRE（東証プライム・5105）
- 東和コーポレーション
- 豊田合成

## ナ行
- 内外ゴム
- 西川ゴム工業（東証スタンダード・5161）
- ニチリン（東証スタンダード・5184）
- ニッタ（東証プライム・5186）
- 日進ゴム
- 日東化工（東証スタンダード・5104）
- 日本ミシュラン

## ハ行
- バルカー（東証プライム・7995）（旧日本バルカー工業）
- バンドー化学（東証プライム・5195）
- フコク（東証プライム・5185）
- 藤倉コンポジット（東証プライム・5121）
- 不二ラテックス（東証スタンダード・5199）
- ブリヂストン（東証プライム・5108）

## マ行
- ミツウマ
- 三ツ星ベルト（東証プライム・5192）
- ムーンスター（旧月星化成）

## ヤ行
- 横浜ゴム（東証プライム・5101）